# Coppa delle nazioni africane 2025
La Coppa delle nazioni africane 2025 sarà la 35ª edizione del torneo di calcio continentale per squadre nazionali maschili (spesso detta Coppa d'Africa) organizzato dalla CAF.
Il paese ospitante sarà il Marocco, per la seconda volta dopo l'edizione del 1988; il Marocco avrebbe dovuto ospitare l'edizione del 2015, ma ritirò la sua candidatura per i timori legati al possibile arrivo di tifosi e delegazioni provenienti da alcuni paesi dell'Africa subsahariana in cui era presente l'Epidemia di Ebola.
Inizialmente prevista per i mesi di giugno e luglio del 2025, la fase finale del torneo è stata posticipata al periodo tra il 21 dicembre 2025 e il 18 gennaio 2026, a causa della sovrapposizione con la neonata Coppa del mondo per club FIFA 2025.
Inizialmente il torneo si sarebbe dovuto disputare in Guinea, ma questa non è stata in grado di preparare correttamente l'organizzazione ed è stata privata dell'opportunità. In seguito ad una seconda sessione di voto, il Marocco è stato nominato paese ospitante il 27 settembre 2023.
La Costa d'Avorio è la squadra campione in carica, avendo vinto il suo terzo titolo continentale nell'edizione 2023.

## Scelta della sede
Il 30 novembre 2018 la CAF ha revocato al Camerun l'organizzazione dell'edizione 2019 per mancanze nell'organizzazione, ma ha accettato la richiesta dello stesso Camerun di poter ospitare l'edizione 2021. Di conseguenza, la Costa d'Avorio, inizialmente selezionato come paese ospitante dell'edizione 2021, avrebbe ospitato l'edizione 2023, e la Guinea, che avrebbe dovuto esserlo per l'edizione 2023, avrebbe ottenuto l'edizione 2025, che in quel momento non aveva ancora candidati. La CAF ha confermato lo slittamento nelle organizzazioni in un incontro con il presidente ivoriano Alassane Ouattara ad Abidjan, il 30 gennaio 2019.
Il 30 settembre 2022 il presidente della CAF Patrice Motsepe ha annunciato che la Guinea non avrebbe ospitato la competizione, a causa di tempi di preparazione inadeguati. Di conseguenza è stato indetta una nuova votazione per scegliere la nazione ospitante. Il 27 settembre 2023 l'organizzazione dell'edizione 2025 è stata assegnata al Marocco, mentre quella del 2027 ha visto vincere la candidatura congiunta di Kenya, Uganda e Tanzania.

## Squadre partecipanti
| Pr. | Squadra            | Data di qualificazione certa | Partecipante in quanto                                        | Partecipazioni precedenti al torneo |
| --- | ------------------ | ---------------------------- | ------------------------------------------------------------- | --- |
| 1   | Marocco            | 27 settembre 2023            | Rappresentante della nazione organizzatrice della fase finale | 20 (1972, 1976, 1978, 1980, 1986, 1988, 1992, 1998, 2000,2002, 2004, 2006, 2008, 2012, 2013, 2017, 2019, 2021, 2023)                                            |
| 2   | Burkina Faso       | 13 ottobre 2024              | 2ª classificata nel gruppo L di qualificazione                | 13 (1978, 1996, 1998, 2000, 2002, 2004, 2010, 2012, 2013, 2015, 2017, 2021, 2023)                                                                               |
| 3   | Camerun            | 14 ottobre 2024              | 1ª classificata nel gruppo J di qualificazione                | 21 (1970, 1972, 1982, 1984, 1986, 1988, 1990, 1992, 1996, 1998, 2000, 2002, 2004, 2006, 2008, 2010, 2015, 2017, 2019, 2021, 2023)                               |
| 4   | Algeria            | 14 ottobre 2024              | 1ª classificata nel gruppo E di qualificazione                | 20 (1968, 1980, 1982, 1984, 1986, 1988, 1990, 1992, 1996, 1998, 2000, 2002, 2004, 2010, 2013, 2015, 2017, 2019, 2021, 2023)                                     |
| 5   | RD del Congo       | 15 ottobre 2024              | 1ª classificata nel gruppo H di qualificazione                | 20 (1965, 1968, 1970, 1972, 1974, 1976, 1988, 1992, 1994, 1996, 1998, 2000, 2002, 2004, 2006, 2013, 2015, 2017, 2019, 2023)                                     |
| 6   | Senegal            | 15 ottobre 2024              | 1ª classificata nel gruppo L di qualificazione                | 17 (1965, 1968, 1986, 1990, 1992, 1994, 2000, 2002, 2004, 2006, 2008, 2012, 2015, 2017, 2019, 2021, 2023)                                                       |
| 7   | Egitto             | 15 ottobre 2024              | 1ª classificata nel gruppo C di qualificazione                | 26 (1957, 1959, 1962, 1963, 1970, 1974, 1976, 1980, 1984, 1986, 1988, 1990, 1992, 1994, 1996, 1998, 2000, 2002, 2004, 2006, 2008, 2010, 2017, 2019, 2021, 2023) |
| 8   | Angola             | 15 ottobre 2024              | 1ª classificata nel gruppo F di qualificazione                | 7 (1996, 1998, 2008, 2010, 2012, 2013, 2019, 2023) |
| 9   | Guinea Equatoriale | 13 novembre 2024             | 2ª classificata nel gruppo E di qualificazione                | 4 (2012, 2015, 2021, 2023) |
| 10  | Costa d'Avorio     | 13 novembre 2024             | 2ª classificata nel gruppo G di qualificazione                | 25 (1965, 1968, 1970, 1974, 1980, 1984, 1986, 1988, 1990, 1992, 1994, 1996, 1998, 2000, 2002, 2006, 2008, 2010, 2012, 2013, 2015, 2017, 2019, 2021, 2023)       |
| 11  | Uganda             | 14 novembre 2024             | 2ª classificata nel gruppo K di qualificazione                | 7 (1962, 1968, 1974, 1976, 1978, 2017, 2019) |
| 12  | Sudafrica          | 14 novembre 2024             | 1ª classificata nel gruppo K di qualificazione                | 11 (1996, 1998, 2000, 2002, 2004, 2006, 2008, 2013, 2015, 2019, 2023)                                                                                           |
| 13  | Gabon              | 14 novembre 2024             | 2ª classificata nel gruppo B di qualificazione                | 7 (1994, 1996, 2000, 2010, 2012, 2015, 2017, 2021) |
| 14  | Tunisia            | 14 novembre 2024             | 2ª classificata nel gruppo A di qualificazione                | 21 (1962, 1963, 1965, 1978, 1982, 1994, 1996, 1998, 2000, 2002, 2004, 2006, 2008, 2010, 2012, 2013, 2015, 2017, 2019, 2021, 2023)                               |
| 15  | Nigeria            | 14 novembre 2024             | 1ª classificata nel gruppo D di qualificazione                | 20 (1963, 1976, 1978, 1980, 1982, 1984, 1988, 1990, 1992, 1994, 2000, 2002, 2004, 2006, 2008, 2010, 2013, 2019, 2021, 2023)                                     |
| 16  | Zambia             | 15 novembre 2024             | 1ª classificata nel gruppo G di qualificazione                | 18 (1974, 1978, 1982, 1986, 1990, 1992, 1994, 1996, 1998, 2000, 2002, 2006, 2008, 2010, 2012, 2013, 2015, 2023)                                                 |
| 17  | Mali               | 15 novembre 2024             | 1ª classificata nel gruppo I di qualificazione                | 13 (1972, 1994, 2002, 2004, 2008, 2010, 2012, 2013, 2015, 2017, 2019, 2021, 2023)                                                                               |
| 18  | Zimbabwe           | 15 novembre 2024             | 2ª classificata nel gruppo J di qualificazione                | 5 (2004, 2006, 2017, 2019, 2021) |
| 19  | Comore             | 15 novembre 2024             | 1ª classificata nel gruppo A di qualificazione                | 1 (2021) |
| 20  | Benin              | 18 novembre 2024             | 2ª classificata nel gruppo D di qualificazione                | 4 (2004, 2008, 2010, 2019) |
| 21  | Sudan              | 18 novembre 2024             | 2ª classificata nel gruppo F di qualificazione                | 9 (1957, 1959, 1963, 1970, 1972, 1976, 2008, 2012, 2021) |
| 22  | Botswana           | 19 novembre 2024             | 2ª classificata nel gruppo C di qualificazione                | 1 (2012) |
| 23  | Tanzania           | 19 novembre 2024             | 2ª classificata nel gruppo H di qualificazione                | 3 (1980, 2019, 2023) |
| 24  | Mozambico          | 19 novembre 2024             | 2ª classificata nel gruppo I di qualificazione                | 5 (1986, 1996, 1998, 2010, 2023) |

## Stadi
Il 27 settembre la Federazione calcistica del Marocco ha svelato l'elenco dei sei stadi in sei città che ospiteranno questa edizione del torneo.
| Casablanca                                                                               | Rabat                  | Tangeri           |
| ---------------------------------------------------------------------------------------- | ---------------------- | ----------------- |
| Stadio Mohamed V                                                                         | Stadio Moulay Abdallah | Stadio di Tangeri |
| Capienza: 45 891                                                                         | Capienza: 69 500       | Capienza: 65 000  |
|                                                                                          |                        |                   |
| Casablanca Rabat Tangeri Marrakesh Agadir FèsCoppa delle nazioni africane 2025 (Marocco) |                        |                   |
| Marrakesh                                                                                | Agadir                 | Fès               |
| Stadio di Marrakech                                                                      | Stadio Adrar           | Stadio di Fès     |
| Capienza: 45 240                                                                         | Capienza: 45 480       | Capienza: 45 000  |
|                                                                                          |                        |                   |

## Fase a gironi

### Gruppo A

#### Classifica
| Pos. | Squadra | Pt | G | V | N | P | GF | GS | DR |
| ---- | ------- | -- | - | - | - | - | -- | -- | -- |
| 1.   | Marocco | 0  | 0 | 0 | 0 | 0 | 0  | 0  | 0  |
| 2.   | Mali    | 0  | 0 | 0 | 0 | 0 | 0  | 0  | 0  |
| 3.   | Zambia  | 0  | 0 | 0 | 0 | 0 | 0  | 0  | 0  |
| 4.   | Comore  | 0  | 0 | 0 | 0 | 0 | 0  | 0  | 0  |

#### Risultati
| Rabat 21 dicembre 2025, ore 20:00 | Marocco | – | Comore | Stadio Moulay Abdallah |

| Casablanca 22 dicembre 2025, ore 15:30 | Mali | – | Zambia | Stadio Mohamed V |

| Rabat 26 dicembre 2025, ore 13:00 | Marocco | – | Mali | Stadio Moulay Abdallah |

| Casablanca 26 dicembre 2025, ore 15:30 | Zambia | – | Comore | Stadio Mohamed V |

| Rabat 29 dicembre 2025, ore 18:30 | Zambia | – | Marocco | Stadio Moulay Abdallah |

| Casablanca 29 dicembre 2025, ore 18:30 | Comore | – | Mali | Stadio Mohamed V |

### Gruppo B

#### Classifica
| Pos. | Squadra   | Pt | G | V | N | P | GF | GS | DR |
| ---- | --------- | -- | - | - | - | - | -- | -- | -- |
| 1.   | Egitto    | 0  | 0 | 0 | 0 | 0 | 0  | 0  | 0  |
| 2.   | Sudafrica | 0  | 0 | 0 | 0 | 0 | 0  | 0  | 0  |
| 3.   | Angola    | 0  | 0 | 0 | 0 | 0 | 0  | 0  | 0  |
| 4.   | Zimbabwe  | 0  | 0 | 0 | 0 | 0 | 0  | 0  | 0  |

#### Risultati
| Agadir 22 dicembre 2025, ore 18:00 | Egitto | – | Zimbabwe | Stadio Adrar |

| Marrakech 22 dicembre 2025, ore 20:30 | Sudafrica | – | Angola | Stadio di Marrakech |

| Agadir 26 dicembre 2025, ore 18:00 | Egitto | – | Sudafrica | Stadio Adrar |

| Marrakech 26 dicembre 2025, ore 20:30 | Angola | – | Zimbabwe | Stadio di Marrakech |

| Agadir 29 dicembre 2025, ore 20:30 | Angola | – | Egitto | Stadio Adrar |

| Marrakech 29 dicembre 2025, ore 20:30 | Zimbabwe | – | Sudafrica | Stadio di Marrakech |

### Gruppo C

#### Classifica
| Pos. | Squadra  | Pt | G | V | N | P | GF | GS | DR |
| ---- | -------- | -- | - | - | - | - | -- | -- | -- |
| 1.   | Nigeria  | 0  | 0 | 0 | 0 | 0 | 0  | 0  | 0  |
| 2.   | Tunisia  | 0  | 0 | 0 | 0 | 0 | 0  | 0  | 0  |
| 3.   | Uganda   | 0  | 0 | 0 | 0 | 0 | 0  | 0  | 0  |
| 4.   | Tanzania | 0  | 0 | 0 | 0 | 0 | 0  | 0  | 0  |

#### Risultati
| Fès 23 dicembre 2025, ore 13:00 | Nigeria | – | Tanzania | Stadio di Fès |

| Rabat 23 dicembre 2025, ore 15:30 | Tunisia | – | Uganda | Stadio Moulay Abdallah |

| Fès 27 dicembre 2025, ore 13:00 | Nigeria | – | Tunisia | Stadio di Fès |

| Rabat 27 dicembre 2025, ore 15:30 | Uganda | – | Tanzania | Stadio Moulay Abdallah |

| Fès 30 dicembre 2025, ore 18:00 | Uganda | – | Nigeria | Stadio di Fès |

| Rabat 30 dicembre 2025, ore 18:00 | Tanzania | – | Tunisia | Stadio Moulay Abdallah |

### Gruppo D

#### Classifica
| Pos. | Squadra      | Pt | G | V | N | P | GF | GS | DR |
| ---- | ------------ | -- | - | - | - | - | -- | -- | -- |
| 1.   | Senegal      | 0  | 0 | 0 | 0 | 0 | 0  | 0  | 0  |
| 2.   | RD del Congo | 0  | 0 | 0 | 0 | 0 | 0  | 0  | 0  |
| 3.   | Benin        | 0  | 0 | 0 | 0 | 0 | 0  | 0  | 0  |
| 4.   | Botswana     | 0  | 0 | 0 | 0 | 0 | 0  | 0  | 0  |

#### Risultati
| Tangeri 23 dicembre 2025, ore 18:00 | Senegal | – | Botswana | Stadio di Tangeri |

| Rabat 23 dicembre 2025, ore 20:30 | RD del Congo | – | Benin | Stadio Moulay Abdallah |

| Tangeri 27 dicembre 2025, ore 18:00 | Senegal | – | RD del Congo | Stadio di Tangeri |

| Rabat 27 dicembre 2025, ore 20:30 | Benin | – | Botswana | Stadio Moulay Abdallah |

| Tangeri 30 dicembre 2025, ore 20:30 | Benin | – | Senegal | Stadio di Tangeri |

| Rabat 30 dicembre 2025, ore 20:30 | Botswana | – | RD del Congo | Stadio Moulay Abdallah |

### Gruppo E

#### Classifica
| Pos. | Squadra            | Pt | G | V | N | P | GF | GS | DR |
| ---- | ------------------ | -- | - | - | - | - | -- | -- | -- |
| 1.   | Algeria            | 0  | 0 | 0 | 0 | 0 | 0  | 0  | 0  |
| 2.   | Burkina Faso       | 0  | 0 | 0 | 0 | 0 | 0  | 0  | 0  |
| 3.   | Guinea Equatoriale | 0  | 0 | 0 | 0 | 0 | 0  | 0  | 0  |
| 4.   | Sudan              | 0  | 0 | 0 | 0 | 0 | 0  | 0  | 0  |

#### Risultati
| Rabat 24 dicembre 2025, ore 13:00 | Algeria | – | Sudan | Stadio Moulay Hassan |

| Casablanca 24 dicembre 2025, ore 15:30 | Burkina Faso | – | Guinea Equatoriale | Stadio Mohamed V |

| Rabat 28 dicembre 2025, ore 13:00 | Algeria | – | Burkina Faso | Stadio Moulay Hassan |

| Casablanca 28 dicembre 2025, ore 15:30 | Guinea Equatoriale | – | Sudan | Stadio Mohamed V |

| Rabat 31 dicembre 2025, ore 18:00 | Guinea Equatoriale | – | Algeria | Stadio Moulay Hassan |

| Casablanca 31 dicembre 2025, ore 18:00 | Sudan | – | Burkina Faso | Stadio Mohamed V |

### Gruppo F

#### Classifica
| Pos. | Squadra        | Pt | G | V | N | P | GF | GS | DR |
| ---- | -------------- | -- | - | - | - | - | -- | -- | -- |
| 1.   | Costa d'Avorio | 0  | 0 | 0 | 0 | 0 | 0  | 0  | 0  |
| 2.   | Camerun        | 0  | 0 | 0 | 0 | 0 | 0  | 0  | 0  |
| 3.   | Gabon          | 0  | 0 | 0 | 0 | 0 | 0  | 0  | 0  |
| 4.   | Mozambico      | 0  | 0 | 0 | 0 | 0 | 0  | 0  | 0  |

#### Risultati
| Marrakech 24 dicembre 2025, ore 18:00 | Costa d'Avorio | – | Mozambico | Stadio di Marrakech |

| Agadir 24 dicembre 2025, ore 20:30 | Camerun | – | Gabon | Stadio Adrar |

| Marrakech 28 dicembre 2025, ore 18:00 | Costa d'Avorio | – | Camerun | Stadio di Marrakech |

| Agadir 28 dicembre 2025, ore 20:30 | Gabon | – | Mozambico | Stadio Adrar |

| Marrakech 31 dicembre 2025, ore 20:30 | Gabon | – | Costa d'Avorio | Stadio di Marrakech |

| Agadir 31 dicembre 2025, ore 20:30 | Mozambico | – | Camerun | Stadio Adrar |